# 太陽の塔
太陽の塔（たいようのとう、英: Tower of the Sun）は、芸術家の岡本太郎が制作した芸術作品であり建造物である。岡本太郎の代表作として同時期に制作された『明日の神話』とで双璧をなす。1970年に大阪府吹田市で開催された日本万国博覧会（EXPO'70・大阪万博）のテーマ館の一部として建造され、万博終了後も引き続き万博記念公園に残された。2018年度グッドデザイン賞受賞。国の登録有形文化財に登録され、国の重要文化財への指定が答申されている（官報告示を経て正式指定となる）。
高さ70メートルの塔で、正面中央・上部・背面に付いた3つの顔と左右の腕が外観上の大きな特徴である。塔の内部は「生命の樹」と呼ばれる生物の進化というテーマに沿った展示物が置かれており、万博後非公開とされたが、何度かの限定公開を経て2018年3月19日に再び公開された。これに合わせて万博開催当時、テーマ館地下展示「いのり」に設置されていたが、閉幕後行方不明となっていた「地底の太陽」が復元された。
岡本敏子によれば、その正体はカラスとされる。

## 経緯
堺屋太一によるとテーマ館の展示プロデューサーの人選が最後まで決まらなかったところ、堺屋が沖縄行きの船で会い強い印象を受けていた岡本を通産省に提案した。しかし岡本を知る者がいなかったため、父である岡本一平の漫画を見せるなどして紹介し、最終的に「破天荒な人がいいだろう」ということで合意が得られたという。
日活の美術監督を務めた千葉一彦は所属していた研究会のつながりからテーマ館サブプロデューサーに任命され、岡本の右腕として働いた。

## 外観

背面の顔。過去を表す。

塔の高さ約70メートル、基底部の直径約20メートル、腕の長さ約25メートル。未来を表す上部の黄金の顔（直径10.6メートル、目の直径2メートル）、現在を表す正面胴体部の太陽の顔（直径約12メートル）、過去を表す背面に描かれた黒い太陽（直径約8メートル）の3つの顔を持つ。
大手ゼネコン3社が手を組み、造船技術を用いて鉄骨鉄筋コンクリート構造で建設されているが、太陽の顔は軽量化のためガラス繊維強化プラスチックで造られている。制作はスーパーレジン工業が担当した。岡本はこの顔に特にこだわり、会社の工場に赴いて自身の手で削り修正を加え続けた。当時は3DCADが利用できず、またその大きさのせいで原型からスケールアップする手法も困難であるため、職人の感覚が頼りの作業となった。顔の表面の凹凸はスーパーレジン工業の創業者である渡邊源雄のアイデアで、硬質ウレタンを粉砕したものを接着し表現している。過去の顔 “黒い太陽” は信楽焼の技術を活かした陶板製で、平田タイルが施工を担当した。赤い稲妻と黒い太陽のコロナはガラスモザイク製である。
太陽の塔はその複雑かつ独特な形から、当初は70メートルの建築にした時に耐震基準を満たせるのか、そもそも立つのかも分からなかったため、建築事務所に依頼して構造計算を行うこととなった。事務所では岡本の制作した100分の1の石膏模型を元にレプリカを作成し、それを1センチメートルごとに輪切りにして設計図に落とし込んでいったが、この際に幾何学的で均整が取れた像になってしまった。プロジェクトに携わった建築士の奈良利男によると、設計図を見た岡本は当初「これはオレの作品ではない」と反発したが、千葉が「発注芸術なので視点を変えていただきたい」と進言すると「そうだな、分かった」と言いあっさりと受け入れたことが印象に残っているという。岡本は設計終了後は現場に泊まり込み、背中に “黒い太陽” を加える他、腕が屋根にぶつからないように微調整を加えるなどした。塔が屋根を突き抜けるため雨が問題となったが、岡本は「送風機を並べて雨を吹き飛ばせ！」と笑ったという。
完成した塔を見上げた岡本は驚いた表情で絶句したという。
千葉一彦よると岡本の最初の構想である「万博構想」では「広場に五大州を意味する5つの塔を建て、丹下健三の設計した大屋根に柱を使って登る」というアイデアだったという。会議では岡本が絵を見せながら説明するも意図が伝わらなかったが、千葉は美術監督の経験を生かし、図面を書くなどしてサポートした。また建築士から指摘された構造上不具合がある部分は、了承を得て千葉が手を加えているという。

### 黄金の顔・目

黄金の顔

目が発光する薄暮の太陽の塔

完成当初からの「黄金の顔」は鋼板337枚を組み合わせて製作されたものだったが、風雨による劣化のため、1992年にステンレス製の2代目（レプリカ）に交換された。取り外された初代の「黄金の顔」のうち、歪みや傷みの激しかった背面170枚の鋼板は処分されたが、正面167枚の鋼板は万博記念公園内の収蔵庫に保管された後、2023年からはEXPO'70パビリオン別館で常設展示されている。

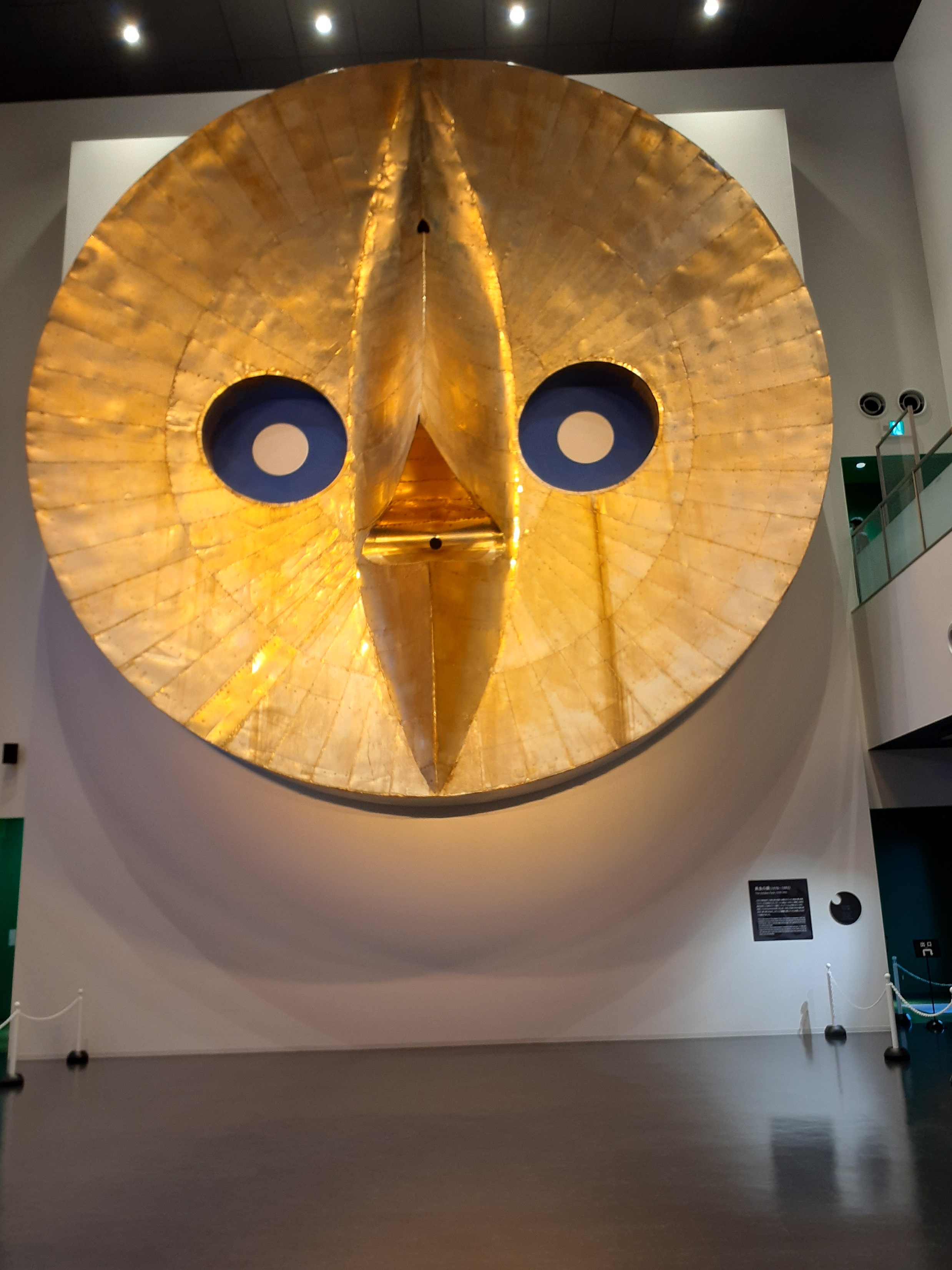
EXPO'70パビリオンで展示されている初代「黄金の顔」

万博当時は、黄金の顔の目にはサーチライトのように光を放つキセノン投光器が取り付けられ、万博期間中は、博覧会協会が運輸省（現:国土交通省）に特別な許可を得て期間限定で点灯していた。
万博終了後に、雨漏りによって地下室が浸水し電気系統が故障したこと、また、近隣に位置する大阪国際空港（伊丹空港）を利用する航空機の発着に支障をきたす可能性があることなどの理由により、点灯されることはなかった。しかし、2004年9月25日に行われた愛・地球博開幕半年前イベントでは、外部からコードで引き込んだ自動車用のライトとバッテリーを用いて、一時的に点灯が行われた。
2010年3月27日からは、日本万国博覧会開催40周年記念事業の一環として、日没から23時まで毎夜点灯されることとなった。この際に投光器は、空港を発着する航空機の運航に支障が出ないよう、計148個のLEDを使用した輝度の低いものに交換されている。

## 内部
中空になっており、「生命の樹」と呼ばれる巨大なモニュメントが中心に位置している。万博開催中はパビリオンのひとつとして塔の内部に入ることができ、さながら胎内巡りのように音楽やナレーションを聞きながら鑑賞するという趣向になっていた。
万博終了後は永らく一般非公開とされていた。しかし、2003年に日本万国博覧会記念機構が独立行政法人となったのを記念して、誘導や避難などの災害対策をすることを条件とし、消防署から特別に許可が下り、33年ぶりに限定公開された。はがきによる応募者を抽選で、万博博覧会開催の年にちなんだ1970人を招待した。以降も不定期に一般公開された。この公開は2007年3月31日をもっていったん終了した。一般公開の際は著作権の関係から内部の撮影は禁止となっていた。また、消防法の関係上（上層階に非常口がないため）、塔内の見学は1階のみで上層階へは上がれなかった。
このあと改修の上、2010年の40周年事業の一環として再公開される予定となっていた。しかし耐震診断の結果、建築基準法上の耐震基準を満たしておらず、上半身や腕が特に危険という結果が出た。このため、40周年の2010年の再公開は見送られた。日本万国博覧会記念機構では、2011年度に耐震補強工事の設計をおこない、早ければ2012年度に着工して再公開を実施する方針と報じられた。しかし、2012年度末に当たる2013年3月に実施された工事の入札は、いずれも予定価格が上限を超えて不成立となった。日本万国博覧会記念機構は2013年度（2014年3月）で解散して管理を大阪府に移すことがすでに決まっていたが、大阪府は2013年8月に耐震工事は承認するものの内部公開に必要な改修への不承諾を機構側に返答しており、再公開の見通しは不明確な状況となった。しかし、同年11月になって大阪府の松井一郎知事は、日本万国博覧会記念機構が保有する積立金（修繕積立金18億、繰り越し積立金7億）を府が引き継ぐことで国と合意したとして、内部公開を進める意向を明らかにした。公開時期は、2013年の段階では工事が順調に進めば2015年（平成27年）内にも可能とみられていた。しかし、後述の通り2014年の段階で「2016年度末」となり、その後構造上の理由で工事費が高騰し、工事業者の入札が不調に終わったことから2016年4月以降に入札を再度実施するため、公開時期はさらに1年遅れの2018年3月となる見込みであると2016年2月に報じられた。大阪府は内部公開に向けての耐震化工事の予算を2016年度分と2017年度分で合わせて約17億円を計上した。2016年10月末より耐震・内部修復工事が開始され、2018年1月19日より内部への入館予約を開始、2018年3月19日に一般公開された。

### 第4の顔 「地底の太陽」（太古の太陽）
このほか、地下空間も設けられており、そこにも「地底の太陽（太古の太陽）人間の祈りや心の源を表す」と呼ばれる第4の「顔」（直径3メートル、全長11メートル）が設置されていた。しかし生命の樹同様万博終了後は閉鎖、「地底の太陽」本体は取り外され、その後行方不明となった。2009年には40周年事業の一環として再展示することを目指し、情報提供が呼びかけられたが、有力な情報は得られず、2010年3月13日のEXPO'70パビリオンの開館にも間に合わなかった。
2014年7月30日、府の有識者会議は「地底の太陽」を復元し2016年度末の公開を目指す意向を明らかにした。その後公開の期日は延期されたが、2018年の太陽の塔内部公開に合わせ2017年3月より復元を開始。復元には生命の樹の縮尺模型や太陽の塔などのフィギュア制作を担当した海洋堂が協力。元の図面は残っていないため、写真や関係者の聞き込みを元に制作した原型を3Dスキャンし拡大、美術評論家の意見を交え微調整して制作された。
2019年に放送された『志村&所の戦うお正月』での調査では、解体業者の証言により1977年頃に神戸市立王子動物園内の兵庫県庁の施設に移設され、1984年に動物園内の県施設解体の際に解体時の廃材を夢洲へ埋め立てた可能性があるという経緯で夢洲への埋め立て説が提唱されている。
2025年5月3日に放送されたNHK『太陽の塔 消えた顔を追え　万博“未解決の謎”に迫る異色のミステリードキュメント』では、生物学者であり2025年の大阪万博プロデューサーの1人である福岡伸一とNHKによる独自調査の中で、行方不明だった岡本太郎の事務所による設計図面3枚を発見した。同番組では兵庫県の元職員や廃棄物処理組合らの証言を基に、地底の太陽は1980年まで県の施設で分解された状態で保管されていたが、施設移転に伴う解体時に他の廃材と共に神戸市内の布施畑処分場に埋められた説を提唱した。

### 塔内の展示テーマ
- 地下 - 過去 根源の世界 - 生命の神秘
- 地上 - 現在 調和の世界 - 現代のエネルギー
- 空中 - 未来 進歩の世界 - 分化と統合（組織と情報）

### 生命の樹
太陽の塔の内部につくられている高さ45メートルの「生命の樹」は、生命を支えるエネルギーの象徴であり、未来に向かって伸びてゆく生命の力強さを表現している。こうした生物の進化を樹状の表象として図解した最初の生物学者はフリードリッヒ・ヘッケルであり、通常「系統樹」「進化の樹」と呼ばれている。岡本太郎旧蔵書の八杉龍一著『生物学』（1956年版）にも「系統樹」とされている。これを「生命の樹」と呼ぶことは異例である。一方、伝岡本太郎旧蔵のクルト・セリグマン著『魔法の歴史』には、ユダヤ教神秘主義の「カバラの樹」が詳述されている。「カバラの樹」は「生命の樹」のことである。
「生命の樹」とは人間と形而上学的存在との契約を意味する非合理的象徴である。岡本自身は「系統樹」と「生命の樹」の意味の相違を知っていた可能性が極めて高いが「系統樹」と命名すべきオブジェを「生命の樹」と呼ぶこととなった背景にはテーマ展示担当の他のプロデューサー等とのかかわりなどがあったもの考えられる。
この「生命の樹」は、単細胞生物から人類が誕生するまでを、下から順に＜原生類時代＞、＜三葉虫時代＞、＜魚類時代＞、＜両生類時代＞、＜爬虫類時代＞、＜哺乳類時代＞にわけて、その年代ごとに代表的な生物の模型によって表していた。当時「生命の樹」の枝には292体の模型が取り付けられており、これらのうちの一部は電子制御装置により、動いていた。デザインはウルトラマンの造形で知られる成田亨が岡本太郎の原案を元に制作した。なお、これらの模型は円谷プロが製作を行った。
200号のキャンバスに描いた原画があり、会議では岡本が見せながら説明したという。
内部はエスカレーター、もしくは展望エレベーター（国賓専用）で一階から上層部まで、登りながら見学することができた。
修復されるまでの塔内は、これら模型の大多数は散逸してしまったが一部と幹は健在。「ここから並んで60分です」と示されたサインボードなども存在しており、当時の賑わいを密閉された空間内に封印していた。内部修復工事が決定すると2016年10月に工事前最後の内部公開が行われ、500人の定員に8万人の応募が殺到した。
修復工事では耐震性を上げるため壁を20センチメートル厚くし、重量のあるエスカレーターを階段に付け替えるなどした。万博当時は強制的に5分で最上部まで登っていたが、階段にしたことによりゆっくりと鑑賞することができる。内部が少し狭くなったことや安全性を考慮し、292体あった生物模型は183体になった。153体は新規に制作し、29体を修復した。生命の樹上部のゴリラのみは経年を表すため頭がもげ、内部機構が出た状態で展示されている。新規制作された模型の一部はディテールが向上している。また、最下層のポリプには照明が埋め込まれた。展示されている生物を紹介するパネルは当時のものを使用している。

#### 展示模型
- 海ユリ
- ポリプ
- アメーバ
- クラゲA
- クラゲB
- 太陽虫
- 三葉虫
- オルトセラスペルキドウム
- キルトセラスデクリオ
- 巻貝
- アンモナイト
- べんもう虫
- オーム貝
- サソリ
- ドレパトスピス
- ボスリオピス
- 魚類 A B C
- マストドンザウルス
- クリプトクレドウス
- メソザウルス
- ブロントザウルス
- トラコドン
- エダフオザウルス
- プテラノドン
- ザウロボダ
- マンモス
- ゴリラ
- オナガザル
- オランウータン
- テナガザル
- チンパンジー
- ニホンザル
- ネアンデルタール人
- クロマニヨン人

### 音響
- 地底の唄（男声、低音コーラス）
- 鳥の声
- 風の音
- 恐竜の叫び声
- 混声コーラス（8チャンネルマルチレコーダー使用）
- 効果音（5分、1サイクル）
- 交響曲「生命の讃歌」（作曲: 黛敏郎）
- 天上の歌（女声、高音コーラス）

（塔内演出スコア 工業調査会刊、1970年より）

## 万博当時の太陽の塔

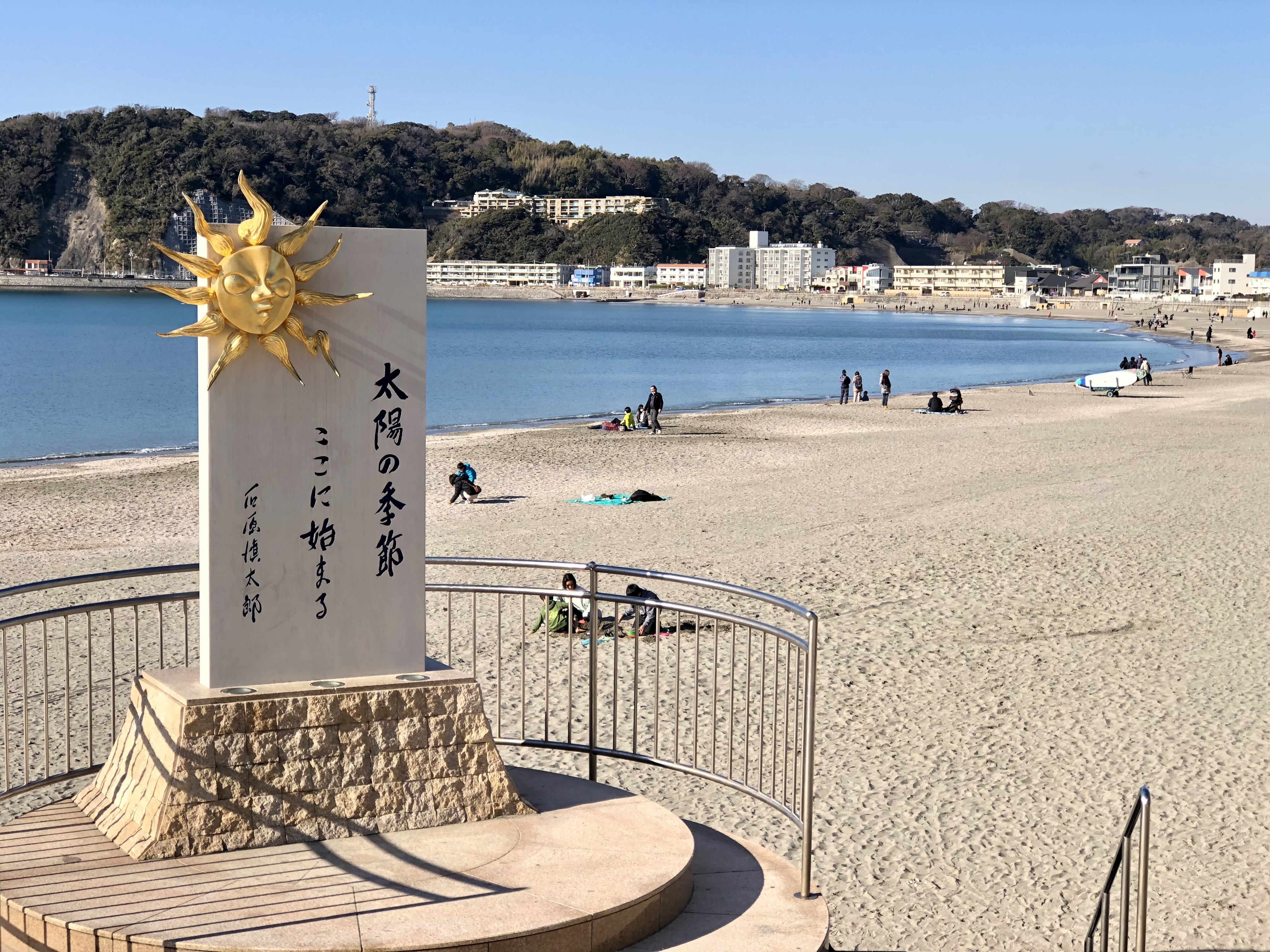
逗子海岸と碑

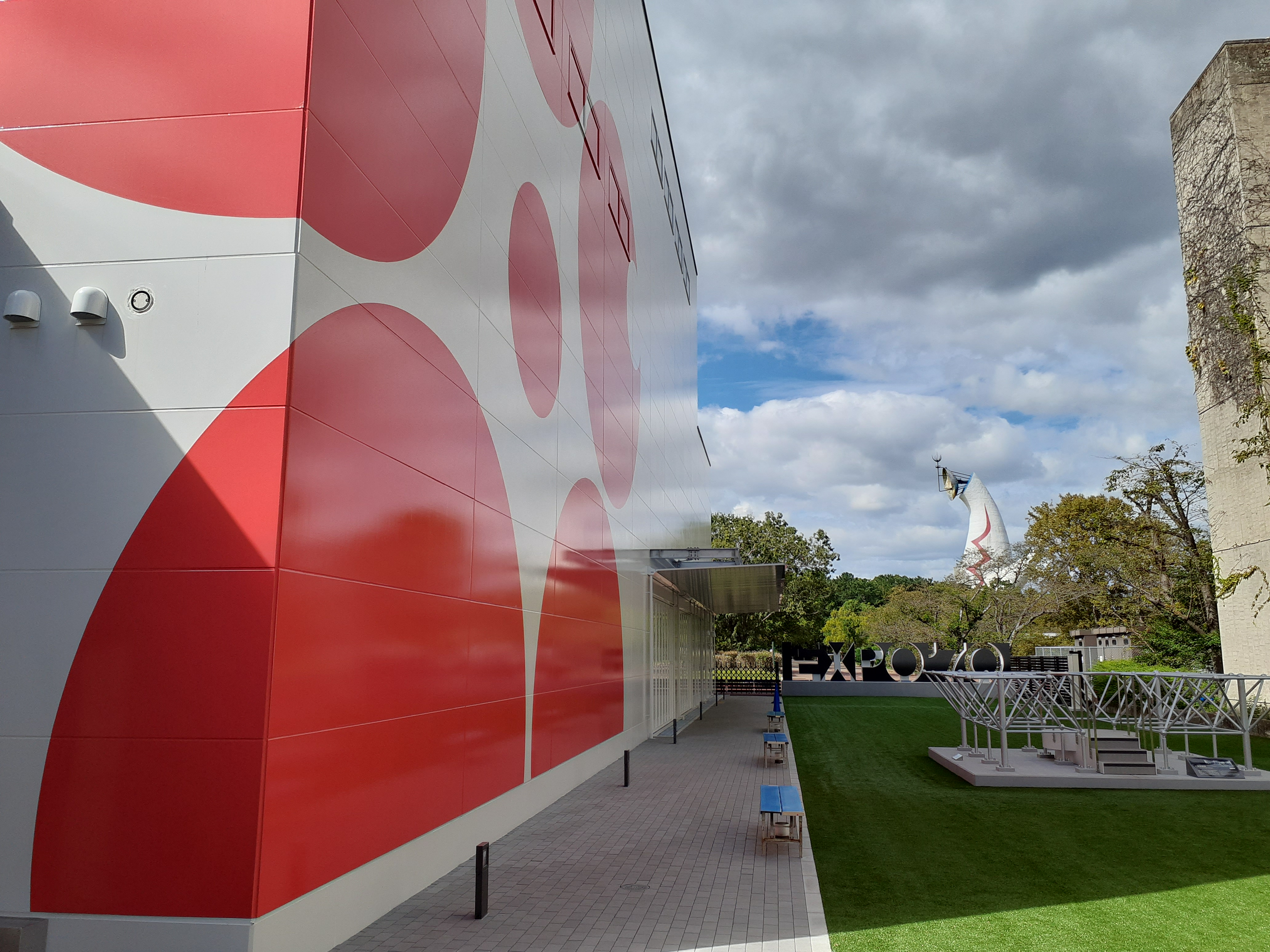
EXPO'70パビリオン別館中庭からの眺め、太陽の塔が見える

太陽の塔は、丹下健三が設計した「お祭り広場」中央（やや南寄り）に、広場を覆う銀色のトラスで構築された大屋根から塔の上半分がつき出す形で建てられ、テーマ館の一部となっていた。1967年の最初の公式記者会見において岡本は高さ60メートルの「（仮称）生命の樹」を制作し、その内部は過去・現在・未来の三層構造になることを発表している（『読売新聞』1967年10月22日付）。この基本構想の思想的背景として岡本が愛読した世界的宗教学者ミルチャ・エリアーデの著書の存在が指摘されている。

左から「月の世界」（イサム・ノグチ）、太陽の塔、大屋根の一部

岡本は大屋根の下に万博のテーマを紹介する展示プロデューサーに就任していたが、就任以前からテーマである「人類の進歩と調和」に反発。そして先に設計が完成していた大屋根の模型を見るなり「70mだな」と呟き、穴の空いた大屋根から顔を出す太陽の塔を設計した。なお「当然ながら反発した丹下や部下に対し『頭を下げあって馴れ合うだけの調和なんて卑しい』という信念を曲げず大喧嘩した末に大屋根に穴を開けさせ太陽の塔を建てた」というような話が流布しているが、平野暁臣によれば、丹下健三の権力を考えれば太陽の塔を白紙にすることは簡単であり、万博全体として見れば太陽の塔はあったほうが良いので白紙にはしなかった。そもそも二人は万博以前から関わりがありプロデューサーに推薦したのも丹下のため、太陽の塔が建ったのは丹下のおかげと語っている。なお堺屋は自身が推薦したが、丹下は太陽の塔を「屋根で囲って見えないようにする」と否定し、怒った岡本と取っ組み合いの喧嘩となったと書いている。
テーマ館サブプロデューサーであった小松左京（SF作家）が石原慎太郎の小説『太陽の季節』の中の障子を破る場面を連想し、それを聞いた岡本太郎が「太陽の〜」と命名したとの証言を、ノンフィクション作家の松浦晋也が小松から直接聞いたとして伝聞を記しているが、岡本がどのレベルで述べたのかについては熟考が必要である。
一方で「前年の1969年にプレ作品『若い太陽の塔』が製作公開されている。小松の談話は、完成した塔を見た発言のように聞こえるが、それだと時系列的に矛盾する。」「1952年に岡本は『太陽の神話』という作品を作っている。太陽がモチーフなのはそのかなり前から。」という学説（同上）がある。
万博会期中は、観客は「過去」の展示部分であるテーマ館の地下部分から、透明のトンネル状の通路を通って太陽の塔内に進入した。万博終了後この通路は撤去され、通路跡はコンクリートでふさがれているが、その跡は今でもはっきりと確認できる。
塔の右腕の内部に設置されたエスカレーターは、大屋根（空中テーマ館）につながっていた（現在、腕の開口部はふさがれている）。また、塔の西側と東側には、同じく岡本太郎作のオブジェ「母の塔」、「青春の塔」が建てられていた。
- 開催期間中の会場風景。太陽の塔は画像中央。1970年4月撮影。
- 日本モンキーパークの「若い太陽の塔」

## 歴史

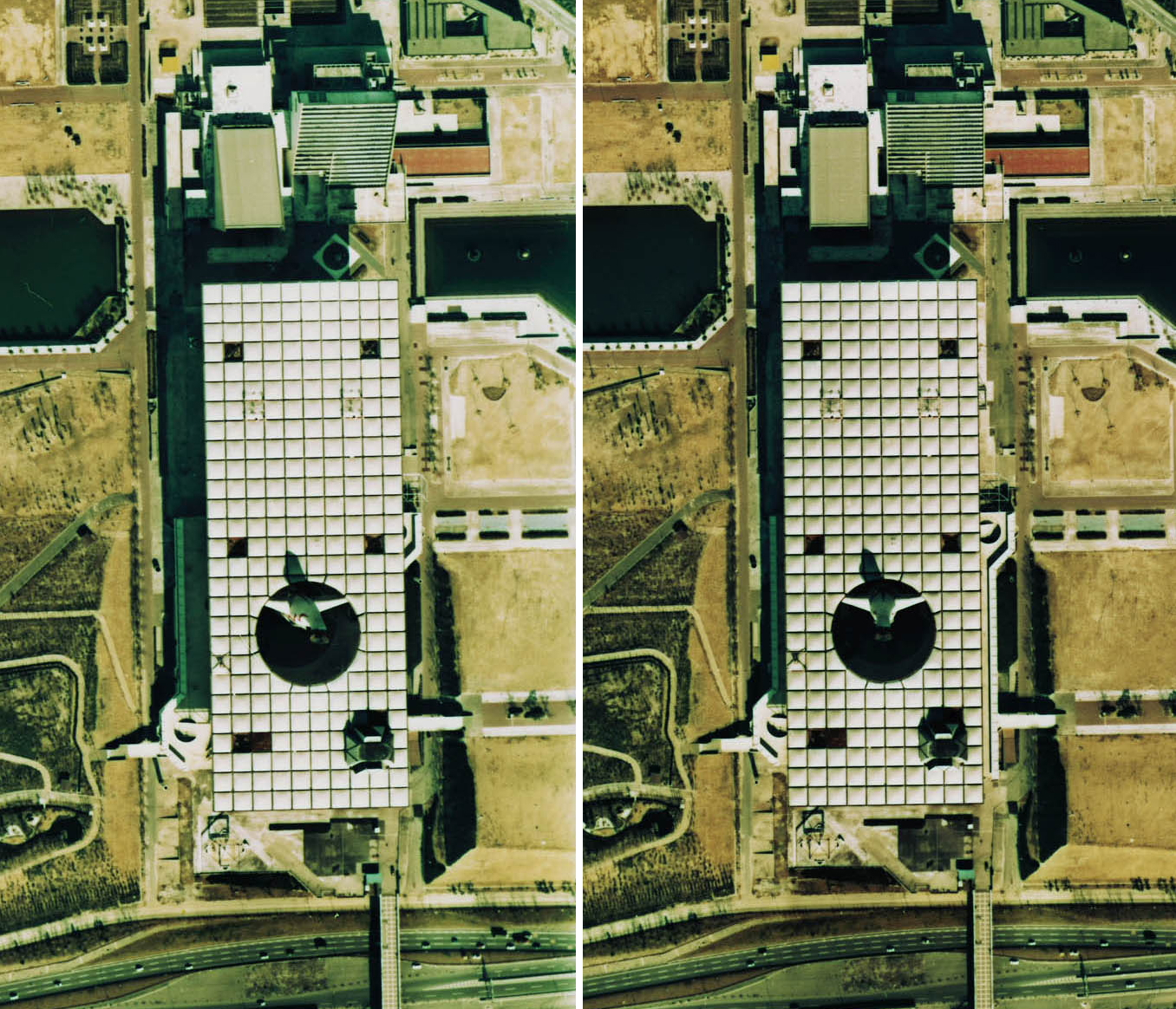
太陽の塔と、博覧会閉幕後もしばらく残されていたお祭り広場大屋根のステレオ空中写真（1975年1月）

- 1967年7月7月 - 岡本太郎が日本万国博覧会テーマ館プロデューサーに就任[52]。
- 1967年9月9日 - 現在の形のラフスケッチが描かれる[53]。
- 1967年10月下旬 - 1/50石粉原型が大方完成[53]。
- 1968年12月 - 太陽の塔着工。
- 1969年11月13日 - 黄金の顔の取り付け工事が行われる。
- 1970年3月15日 - 日本万国博覧会開催。
- 1970年4月26日 - 太陽の塔の右目部分に男が登り籠城（5月3日逮捕、アイジャック事件）。
- 1970年9月13日 -日本万国博覧会閉幕。
- 1975年1月23日 - 太陽の塔 撤去反対の署名運動があり、施設処理委員会で永久保存を決める[53]。
- 1978年7月 - お祭り広場解体。大屋根・母の塔などを解体し青春の塔は移設[54]。
- 1992年 - 劣化が進んでいた「黄金の顔」を鋼製からステンレス製に交換[19]。
- 1994年11月 - 1995年3月老朽化に対応し改修工事。
- 2000年4月20日 - 5月28日までの会期で30周年展開催。「岡本太郎とEXPO'70」展 ―太陽の塔からのメッセージ―」
- 2003年10月11日 - 10月12日まで2日間限定で太陽の塔の内部が一般公開される（万博の開催年に因み1,970人限定。一般への内部公開は万博閉幕以来初めて。）。同年11月 - 12月、2004年3月にもアンコール公開が行われた。
- 2004年9月25日 - 「黄金の顔」の両目のライトが34年ぶりに点灯される（半年後に迫った愛･地球博の記念イベントの一環）。
- 2009年1月19日 - 映画『20世紀少年』第2章の公開に関連してイベントが行なわれた。このイベントでは映画に登場する「ともだちの塔」をモチーフとした装飾が2つの顔などに施された。装飾はこの日限りで、総工費は8000万円であった。
- 2009年6月16日 - 吹田信号場で公開予定の新幹線0系電車が塔南側の道路を通過して搬入されるのに合わせ、通常夜23時まで行っているライトアップを車輌が通過する同日未明まで延長。高度経済成長の象徴を対面させる演出を行った。
- 2010年3月27日 - 日本万国博覧会40周年記念事業に合わせ、「黄金の顔」の両目のライトが40年ぶりに常時点灯される[20]。
- 2012年2月21日 - 5月20日まで、江戸東京博物館の企画展「ザ・タワー 〜都市と塔のものがたり〜」の目玉展示として、1992年に交換された初代「黄金の顔」を東京都で初めて展示する。
- 2015年4月18日 - 5月13日まで、梅田ロフト開店25周年記念の企画展として「みんなで太陽の塔展」が大阪市梅田で催され、25組のクリエイターが太陽の塔をモチーフにした様々なアート作品を出展した。
- 2016年2月18日 - 大阪府が内部公開に向けての工事予算約17億円を計上[31]。
- 2016年10月末 - 内部公開に向けた耐震補強・内部復元工事が開始
- 2018年1月19日 - 内部への入館予約を開始
- 2018年3月19日 - 内部公開
- 2020年8月17日 - 国の登録有形文化財に登録[9][10][12]
- 2025年5月16日、国の重要文化財への指定の答申（官報告示を経て正式指定となる）[13]。

### 保存・維持への取り組み
太陽の塔は万博終了後に取り壊される予定であったが、撤去反対の署名運動があり、施設処理委員会（委員長・茅誠司東京大学名誉教授）が1975年1月23日に永久保存を決定。その後は老朽化の進行により維持費が増加し、その確保も難しくなっている。しかし太陽の塔はもはや大阪城や通天閣に並ぶ大阪のシンボルとなっており、維持管理に懸命の努力が払われている。
- 1994年には、万博開催25周年記念の目玉として、表面の汚れを落とすなどの大規模改修が行われた。資金は公園への最寄り駅となる大阪高速鉄道（現在の大阪モノレール）の万博記念公園駅西側に整備された車庫用地の売却益で賄われた。
- なお、この改修の際に取り外された赤色の稲妻と緑色のコロナにあたるタイルは、2006年7月に大阪城公園で開催のイベントでストラップとして限定販売。2007年10月にも万博公園の中にある鉄鋼館で開催のイベントで限定で販売された。
- 2007年からは、40周年事業の一環として、再び内部・外部の改修・補強が行われた。
- 2016年10月から内部の再公開に向けた耐震補強・内部復元工事が実施。
- 2018年3月に竣工。
- 2018年3月19日より再公開。再公開後は入場が有料になる[55][56]。

## フィクションでの登場
- 松岡圭祐のミステリ小説『万能鑑定士Qの事件簿XII』は、2012年以降に予定される塔の耐震補強と一般公開が、現実に先駆けて実現した設定になっている。塔内部の構造は事実に即し、生命の樹やエスカレーターが作中の重要なモチーフになる他、腕の先の出口から地上に螺旋階段が設置されたことにより上記消防法の問題をクリアしたことになっている。
- 麻宮騎亜の漫画『Compiler』（コンパイラ）のOVAにて敵側の巨大ロボット（大阪の破壊神）として登場。大阪の街を破壊しまくっていたが、縦縞の野球ユニフォームを着た外国人（大阪の守護神）のバットで頭部を砕かれて爆発。
- アニメ映画『クレヨンしんちゃん 嵐を呼ぶ モーレツ!オトナ帝国の逆襲』において太陽の塔が登場した。
- 2022年にNHK教育テレビジョンで放映された『TAROMAN 岡本太郎式特撮活劇』の最終回に「奇獣」の一つとして登場する[57]。
- キン肉マンII世　- キン肉万太郎のマッスル・スパーク習得の練習場として登場。

## 関連作品

### 彫刻
岡本太郎による高さ37センチメートルの銅像があるほか、岡本が1970年に作成し、実物の雛型となった50分の1のFRP製模型がある。FRP製模型は川崎市岡本太郎美術館が収蔵していたが、2023年2月23日、展示中に壊され一部が損傷した。前述のように構造計算用として100分の1の石膏模型もあった。

### 映画
- 『太陽の塔』、2018年9月公開の関根光才監督によるドキュメンタリーで、太陽の塔にまつわるもの。

### 書籍
- 平野暁臣 著『岡本太郎と太陽の塔（小学館クリエイティブビジュアルブック）』小学館クリエイティブ、2008年6月、ISBN 978-4778036010
- 『太陽の塔Walker』KADOKAWA/角川マガジンズ、2014年9月26日、ISBN 978-4047314948
- タナカカツキ 著、平野暁臣 監修『みんなの太陽の塔（小学館クリエイティブビジュアル）』小学館クリエイティブ、2014年10月16日、ISBN 978-4778036041

### 音楽
- 「TOWER OF THE SUN」少年ナイフによる太陽の塔を題材にした楽曲。アルバム『Brand New Knife』に収録。

### 切手

アジュマーンが発行した記念切手

1970年にアラブ首長国連邦のアジュマーンが発行した大阪万博記念切手（土侯国切手）のシートに採用された。

### 玩具

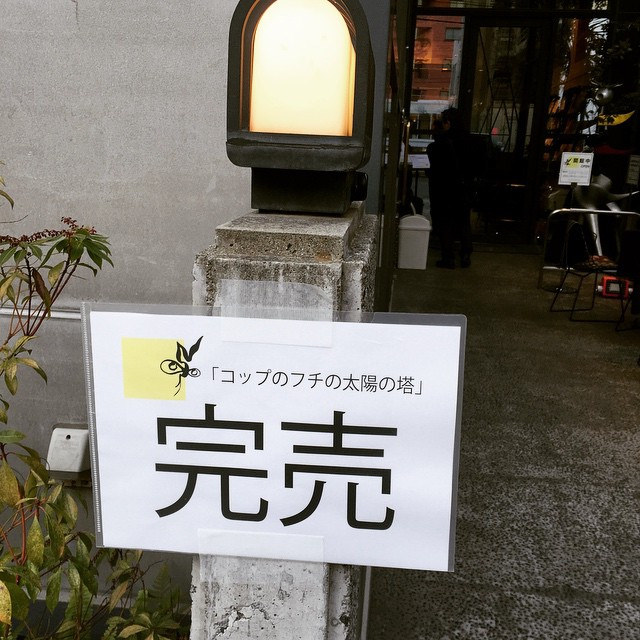
コップのフチの太陽の塔完売を知らせる看板

半世紀前の大阪万博のシンボルであったという性格から、特定の許諾なしにミニチュアなどが製作されて大阪土産になっている。たとえばJR新大阪駅の「みやげもの」売場を観察すると、キーホルダー様、置物目的等の立体物が多数販売のため陳列されている。なお、これらについて著作物利用許諾契約が締結されていない場合には著作権法違反になる。
海洋堂は2005年にタイムスリップグリコ大阪万博編で太陽の塔をフィギュア化し、その後も1/350、1/500、1/144と様々なスケールのフィギュアを発売している。1/350スケールは二度、1/144スケールは三度再発売されるヒット商品となった。
バンダイは2014年に超合金フィギュアの発売開始40周年の記念企画として、この太陽の塔をモチーフにした「超合金・太陽の塔のロボ」なる商品を数量・予約限定で9月27日から発売した。玩具デザイナーの野中剛が海洋堂製1/350太陽の塔を元に制作した可動フィギュアを商品化したもの。この商品の開発に当たっては岡本太郎記念館館長の平野暁臣も公認・監修に携わっている。日本おもちゃ大賞2015【ハイターゲット・トイ部門】優秀賞受賞。2018年には内部公開に合わせコンパクト版である「太陽の塔のロボ Jr.」が3月より発売された。
2015年には奇譚クラブの人気カプセルトイ・コップのフチ子とのコラボレーションで「コップのフチの太陽の塔」が発売された。発売まもなく品薄となり、同年4月末に再発売された。

## アクセス
- 万博記念公園駅徒歩10分